# Carl Heinrich Hagen

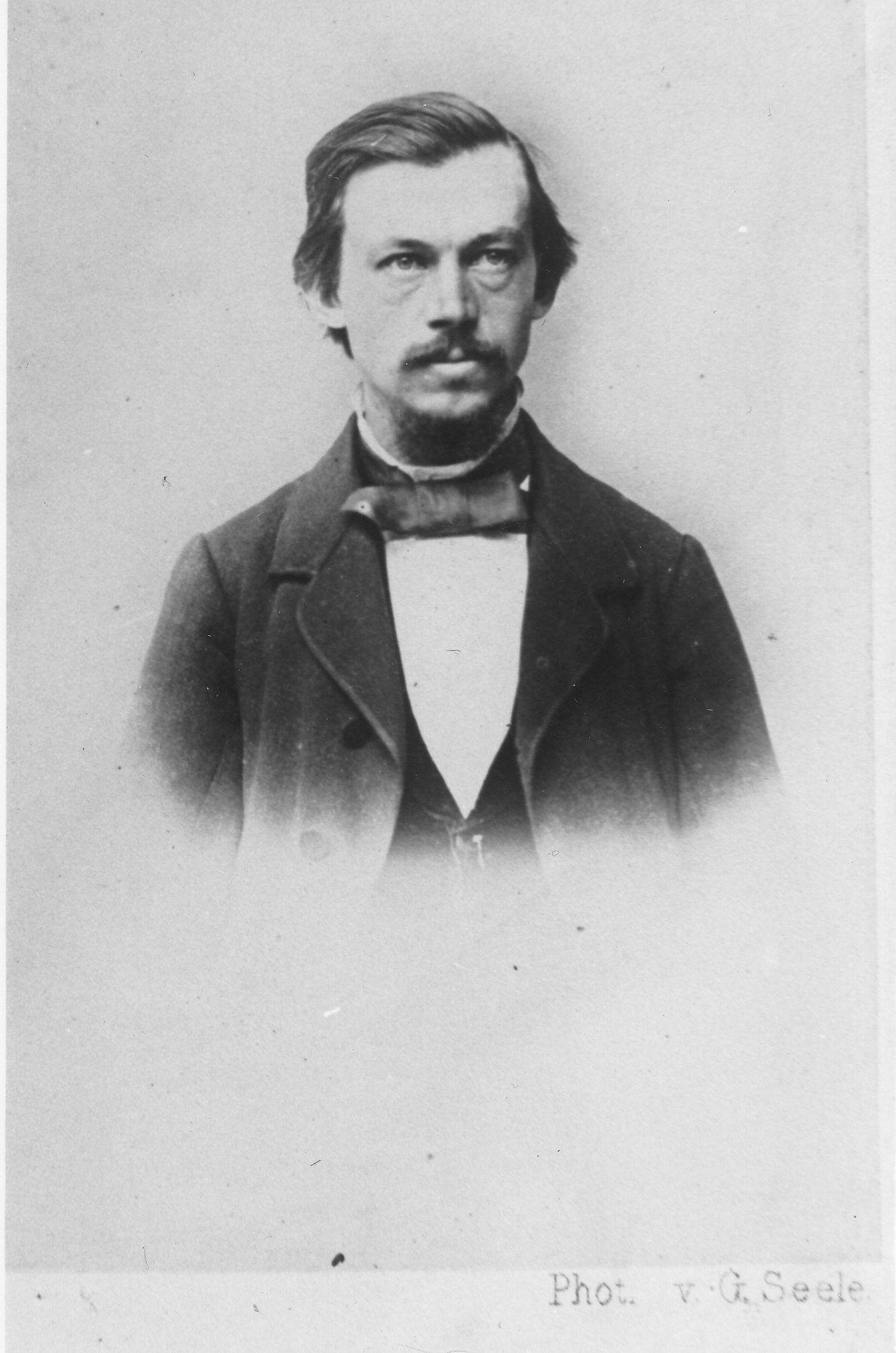
Carl Heinrich Hagen Königsberg

Carl Heinrich Hagen (auch Karl Heinrich Hagen) (* 29. Juli 1785 in Königsberg; † 16. Dezember 1856) war Jurist, Nationalökonom, Regierungsrat (1811–1835) und ab 1811 ordentlicher Professor für Rechts- und Staatswissenschaft an der Universität Königsberg.

## Leben
Als Sohn von Karl Gottfried Hagen (1749–1829), als Bruder von Ernst August Hagen (1797–1880), als Schwager von Friedrich Wilhelm Bessel (1784–1849) und Franz Ernst Neumann (1798–1895), wuchs Carl H. Hagen im Umkreis der Gelehrtenfamilie Hagen-Bessel-Neumann auf. Wiederholt wurde er von seinem Vater auch zusammen mit den preußischen Prinzen Friedrich Wilhelm (IV.) und Wilhelm (I) während des Aufenthaltes der Königsfamilie in Königsberg 1808 in der Hofapotheke unterrichtet. Mit Doris Hagen, geb. Linck (1789–1869), einer Tochter des Kriegsrats Johann Karl Linck (1755–1821) und Schwester der mit Karl Friedrich Friccius verheirateten Jeannette Friccius, hatte Carl Hagen sechs Kinder, darunter Robert Hagen (1815–1858), Professor der Mathematik und Naturwissenschaft am Cöllnischen Gymnasium zu Berlin, Hermann August Hagen (1817–1893), Professor der Zoologie an der Universität Cambridge (USA), und Adolf Hagen (1820–1894), Regierungsassessor in Königsberg, Kämmerer ab 1854 der Stadt Berlin und Mitglied des Preußischen Abgeordnetenhauses und des Deutschen Reichstags von 1871 bis 1876. Laut einer Tagebuchaufzeichnung seiner Schwester, Florentine, verkehrte die politische und wissenschaftliche Elite Preußens im Hause Hagen, Sackheimer Tränkgasse, unter ihnen auch Alexander von Humboldt (Hagen, S., S. 169). Hiervon zeugt auch der Schriftwechsel zwischen Hagen und Oberpräsident von Auerswald, Staatsrat Georg H. L. Nicolovius und Alexander und Wilhelm von Humboldt. Nach einem erfüllten Leben legte Hagen 1835 das Amt als Regierungsrat nieder. Er erlitt einen Schlaganfall und ging als Lehrstuhlinhaber 1849 in Pension. Er war Mitglied der Königsberger Freimaurerloge Zu den drei Kronen.

## Beruflicher Werdegang
Nach dem Studium der Rechts- und Staatswissenschaft an der Albertus-Universität Königsberg und als Schüler von Christian Jacob Kraus (1753–1807) und Albrecht von Thaer (1752–1828), den Hagen seinen unvergesslichen Lehrer und Gönner nannte, schlug er die Verwaltungslaufbahn ein. Er genoss in Preußen durch seine Schriften so großes Ansehen, dass er 1809 zum Regierungsrat der Kgl. Preußischen Regierung avancierte (bis 1835) und nebenbei mit 26 Jahren (1811) ordentlicher Professor (zuvor als Extraordinarius) der Staatswissenschaft und Gewerbekunde wurde. Später übernahm er den Lehrstuhl seines Lehrers Chr. J. Kraus (Gause, S. 350).
Hagen war 1826 Prorektor und 1834 Rektor der Universität Königsberg. In der Zeit der preußischen Bildungsreform war er zeitweise Mitglied der 1810 gegründeten Wissenschaftlichen Deputation in Königsberg, die das Bildungswesen im Sinne des Neuhumanismus umgestalten sollte.
Aufgefallen durch seine hohe Begabung, schickte ihn die Regierung von 1809 bis 1811 nach Göttingen und London. Hier in England lernte er die Ideen des Liberalismus kennen und wurde ein überzeugter Anhänger des englischen Nationalökonomen Adam Smith (1723–1790).

## Werk
Aufsehen erregte eine seiner ersten Veröffentlichungen: „Über das Agrargesetz und die Anwendbarkeit desselben“, Königsberg 1814. Hagen forderte hierin dringend notwendige staatliche Reformen und die Aufhebung gutsherrlich-bäuerlicher Lasten. Trotz des Widerstandes gegen diese geplanten Reformen aus dem Adel und Großgrundbesitz, griff Hagen das Gedankengut Albrecht Daniel Thaers (1752–1828) auf, dem Begründer der rationellen Landwirtschaft, um dessen „rationelle Betriebsformen mit Flächenausdehnung der landwirtschaftlichen Betriebe“ (Hagen, S.) zu propagieren. Hagen äußerte bereits 1814 den Gedanken, die gutsherrlich-bäuerlichen Lasten im Wege der Amortisation bei einem niedrigen Zinssatz durch Vermittler besonderer hierfür zu errichtender landwirtschaftlicher Kreditinstitute abzutragen, bzw. die Rechte der bäuerlichen Betriebe zu reformieren, eine Maßnahme, die erst im Jahre 1850 durch die Begründung von Rentenbanken ihre Verwirklichung fand (S. Hagen). Hagen hat sich in seiner 45-jährigen Amtszeit für die liberale Staatsidee, für die Handelsfreiheit und gegen die Schutzzölle eingesetzt. Somit gehörte er zu den frühen Vorkämpfern der Handelsfreiheit auf dem europäischen Kontinent.
Hagens bedeutendste Schriften:
- Ueber das Agrargesetz und die Anwendbarkeit desselben, Königsberg 1814
- Von der Staatslehre, 1839
- Nothwendigkeit der Handelsfreiheit für das Nationaleinkommen, 1844

Weiterhin arbeitete er mit bei den von seinem Bruder Ernst August Hagen von 1846 bis 1857 geleiteten „Neuen preußischen Provinzialblättern“ und von 1813 bis 1824 an den „Beiträgen zur Kunde Preußens“ (Gause, S. 455).